# Dialytrichia brebissonii
Dialytrichia brebissonii là một loài Rêu trong họ Pottiaceae. Loài này được (Brid.) Limpr. mô tả khoa học đầu tiên năm 1888.